# Toyota TF102
A Toyota TF102 egy Formula–1-es versenyautó, amelyet a Toyota tervezett a 2002-es Formula–1 világbajnokságra.A csapat pilótái Mika Salo és Allan McNish volt. 2 ponttal a 10. helyen végeztek a konstruktőri világbajnokságban.

## A 2002-es szezon
A Toyota már az előző év decemberében leleplezte 2002-es versenygépét, azaz 2001 decemberében Kölnben. A japánok autója a TF102 kódnevet kapta, aminek a tervezési munkálatait Gustav Brunner és Dago Rohrer vezette.
A szezon első versenyén Ausztráliában  a kvalifikáción 22 autóból a 14. és a 16. helyen végeztek a pilóták. Mika Salo rögtön az első futamon pontot szerzett, igaz, ez elsősorban a sok kiesésnek volt köszönhető. Malajziában Salo 10. lett a kvalifikáción, másnap pedig McNish villogott, hiszen kis híján pontot tudott szerezni, a 13 célba érőből hetedikként intették le. Brazíliában Salo megismételte a jó időmérős eredményt, majd vasárnap újfent pontot szerzett. Ekkor örvendhetett utoljára pontszerzésnek ebben az évben a Toyota.
A Toyota története első évét a 10. helyen zárta a bajnokságban, csak a szezon felénél kiszálló Arrowst tudták megelőzni. A pilótáknak nem volt maradásuk a következő évre.

## Képgaléria

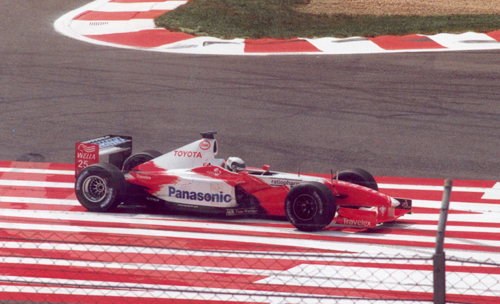
Allan McNish a TF102 volánja mögött.
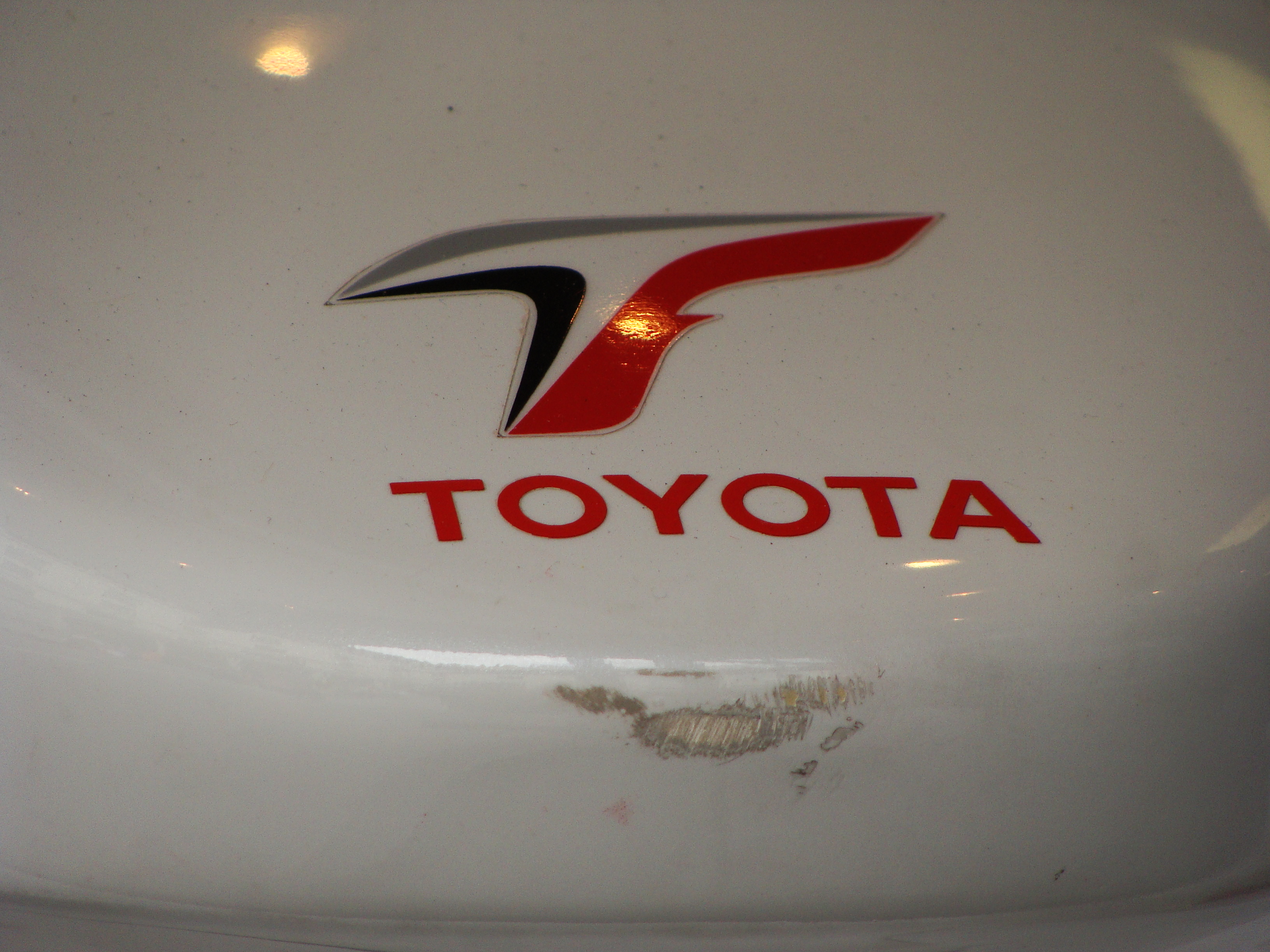
A logó az orrkúpján a Toyota TF102 típuson.
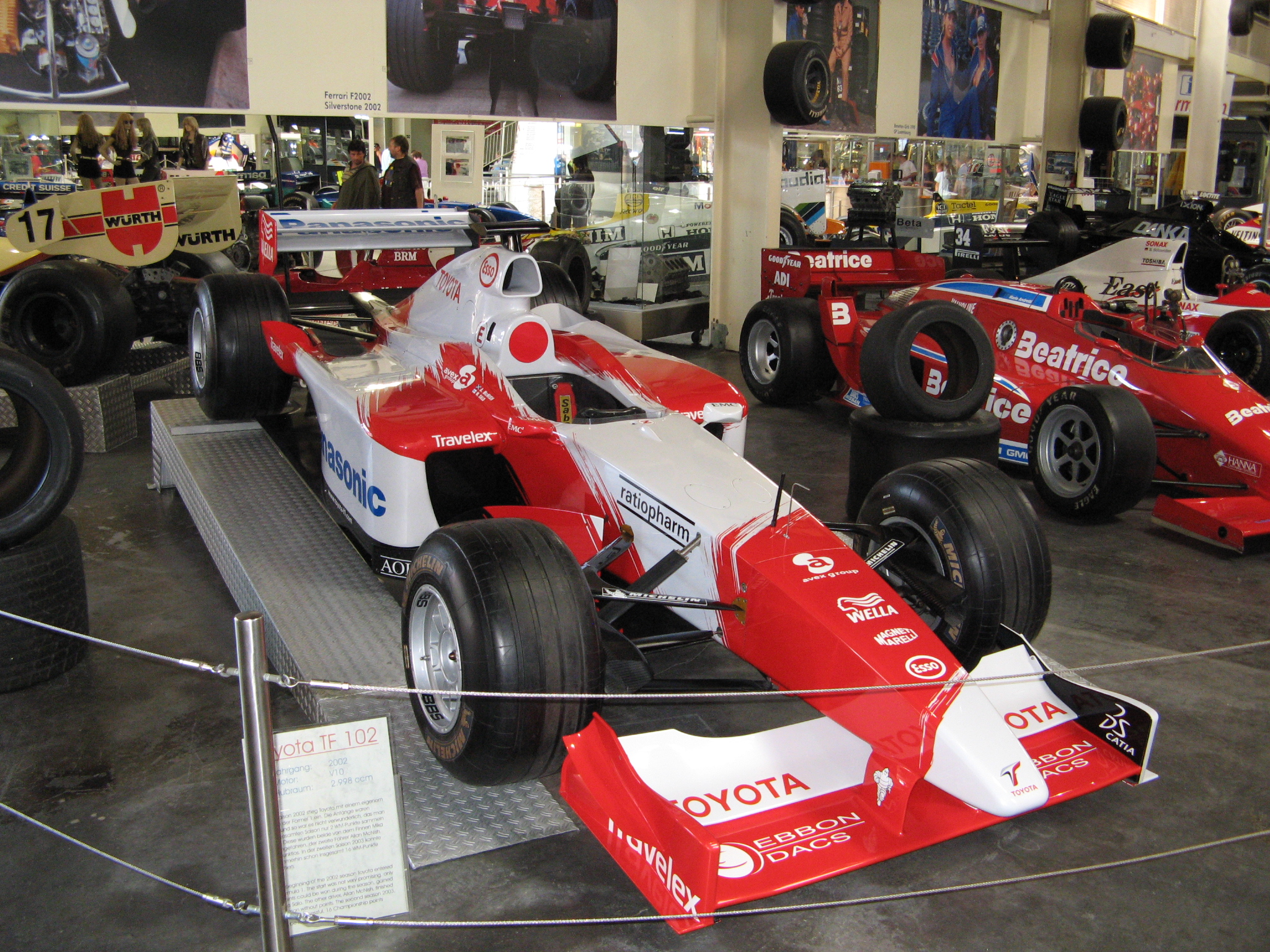
Toyota TF102 a Sinsheim Múzeumban.
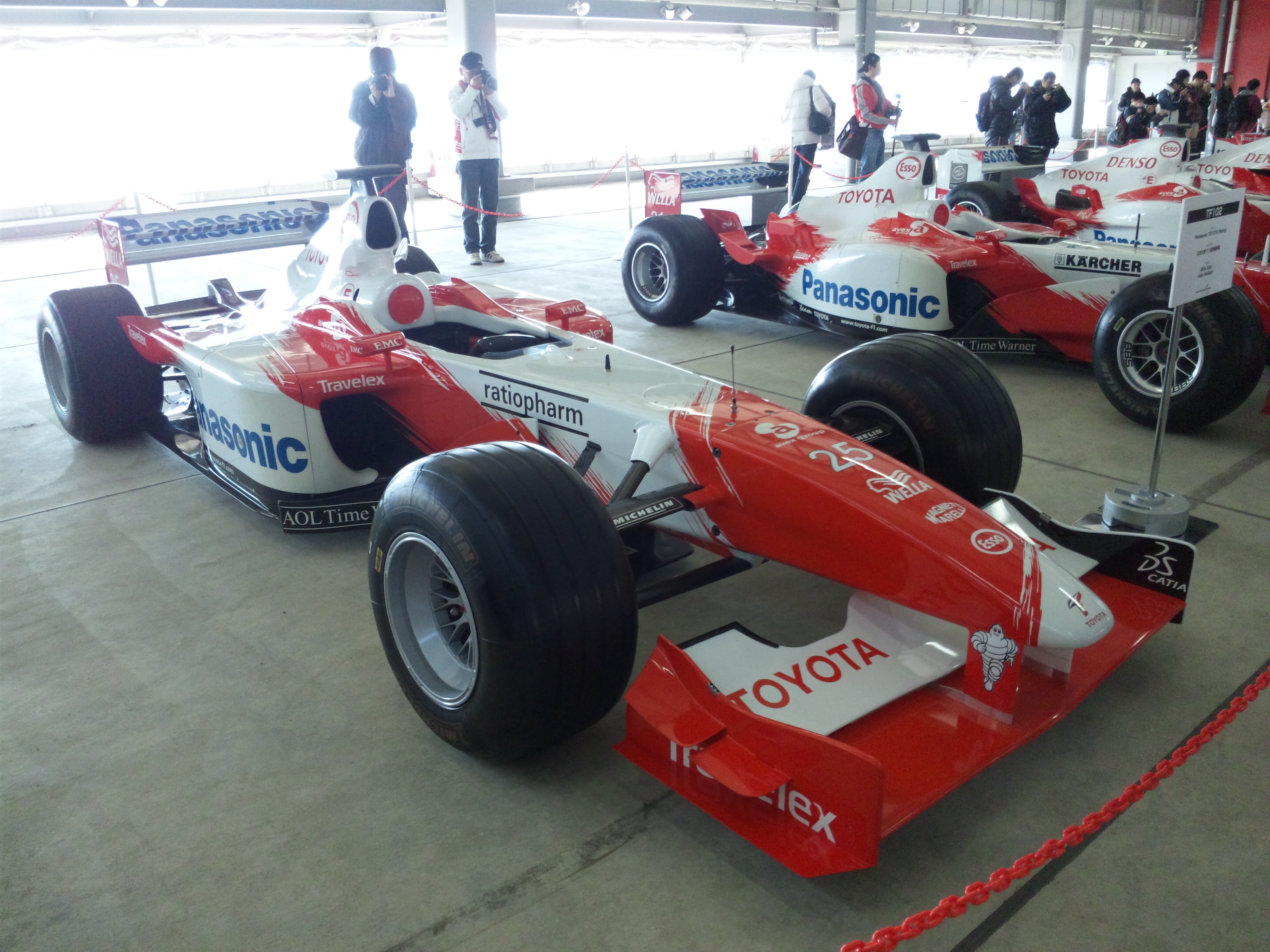
Allan McNish Toyota TF102-es versenyautója a 2010-es Toyota Motorsports Fesztiválon.

## Eredmények
(Táblázat értelmezése)

(Félkövér: pole-pozícióból indult; dőlt: leggyorsabb kört futott) 

| Év   | Csapat                  | Motor         | Gumi | Versenyzők   | 1   | 2   | 3   | 4   | 5   | 6   | 7   | 8   | 9   | 10  | 11  | 12  | 13  | 14  | 15  | 16  | 17  | Pont | Helyezés |
| ---- | ----------------------- | ------------- | ---- | ------------ | --- | --- | --- | --- | --- | --- | --- | --- | --- | --- | --- | --- | --- | --- | --- | --- | --- | ---- | -------- |
| 2002 | Panasonic Toyota Racing | Toyota RVX-02 | M    |              | AUS | MAL | BRA | SMR | ESP | AUT | MON | CAN | EUR | GBR | FRA | GER | HUN | BEL | ITA | USA | JPN | 2    | 10.      |
| 2002 | Panasonic Toyota Racing | Toyota RVX-02 | M    | Mika Salo    | 6   | 12  | 6   | Ki  | 9   | 8   | Ki  | Ki  | Ki  | Ki  | Ki  | 9   | 15  | 7   | 11  | 14  | 8   | 2    | 10.      |
| 2002 | Panasonic Toyota Racing | Toyota RVX-02 | M    | Allan McNish | Ki  | 7   | Ki  | Ki  | 8   | 9   | Ki  | Ki  | 14  | Ki  | 11  | Ki  | 14  | 9   | Ki  | 15  | DNS | 2    | 10.      |